# Harri Holkeri
Harri Hermanni Holkeri (Oripää, 6 gennaio 1937 – Helsinki, 7 agosto 2011) è stato un politico finlandese, esponente del Partito di Coalizione Nazionale.
Ha ricoperto la carica di primo ministro della Finlandia dal 1987 al 1991 e di presidente dell'Assemblea Generale delle Nazioni Unite dal 2000 al 2001.
Successivamente è stato a capo della United Nations Interim Administration Mission in Kosovo (UNMIK) dal 2003 al 2004.
Per il suo impegno a favore della pace in Irlanda del Nord è stato insignito dalla regina Elisabetta II del titolo di cavaliere onorario dell'Ordine dell'Impero Britannico.
Nel 1991 è stata la prima persona ad effettuare una chiamata GSM utilizzando un cellulare Nokia.